# 스파르타크 미야바
스파르타크 미야바(슬로바키아어: Spartak Myjava)는 미야바를 연고로 하는 슬로바키아의 축구 클럽이다. 현재는 3. 리가에 참가하고 있다.

## 성적
- 2. 리가 우승 1회 (2011-12)

## 선수 명단

### 현역
- 가브리엘 할라브린(2023 ~ )
- 임리치 베데츠(2023 ~ )
- 페테르 솔니츠카(2012 ~ )